# Essex
L'Essex (pronuncia [ɛsɨks]) è una contea dell'Inghilterra orientale. Confina con la contea della Grande Londra a sud-ovest, con lo Hertfordshire a ovest, il Cambridgeshire e il Suffolk a nord e il Kent a sud.
Se come contea cerimoniale comprende 14 distretti, in realtà come contea amministrativa ne possiede soltanto 12 poiché Thurrock e Southend-on-Sea, essendo autorità unitarie, godono di una gestione separata.
La contea ha un'area di 3.670 km² (1.420 miglia quadrate) e una popolazione di 1.832.751. Dopo Southend-on-Sea (182.305), i centri abitati più grandi sono Colchester (130.245), Basildon (115.955) e Chelmsford (110.625). La parte meridionale della contea è molto densamente popolata, mentre il resto, ad eccezione di Colchester e Chelmsford, è in gran parte rurale. Ai fini dell'amministrazione locale, l'Essex comprende una contea non metropolitana, suddivisa in dodici distretti e due aree di autorità unitaria: Thurrock e Southend-on-Sea. I distretti di Chelmsford, Colchester e Southend possiedono lo status di città. Storicamente, la contea includeva il nord-est della Greater London, con il fiume Lea che ne costituiva il confine occidentale.
Essex è una contea a bassa quota con una costa piatta. Comprende alcune chiazze di antica boscaglia, tra cui l'Epping Forest nel sud-ovest, e nel nord-est condivide l'area di Dedham Vale, riconosciuta per la sua straordinaria bellezza naturale, con il Suffolk. La costa è una delle più lunghe di tutte le contee inglesi, estendendosi per 562 miglia (905 km). È profondamente scandagliata da numerosi estuari, i più grandi dei quali sono quelli del fiume Stour, che forma il confine con il Suffolk, seguiti da quelli dei fiumi Colne, Blackwater, Crouch e del Tamigi nel sud. Alcune parti della costa sono zone umide e paludi salmastre, tra cui una vasta distesa a Hamford Water, e vi sono diverse ampie spiagge.
Quello che oggi è l'Essex fu occupato dalla tribù dei Trinovanti durante l'età del Ferro. Questi stabilirono un insediamento a Colchester, la città più antica registrata in Gran Bretagna. La città fu conquistata dai Romani, ma fu poi saccheggiata dai Trinovantes durante la rivolta di Boudica.
Nel primo Medioevo la regione fu invasa dai Sassoni, che formarono il Regno dell'Essex; a loro seguirono i Vichinghi che, dopo aver vinto la Battaglia di Maldon, riuscirono a ottenere il primo Danegeld dal re Æthelred.
Dopo la conquista normanna, gran parte della contea divenne una foresta reale, e nel 1381 gli abitanti della contea furono fortemente coinvolti nella Rivolta dei Contadini. I secoli successivi furono più stabili e l'economia della contea divenne sempre più legata a quella di Londra; nel diciannovesimo secolo le ferrovie permisero lo sviluppo di località balneari come Clacton-on-Sea e lo spostamento del Porto di Londra lungo il fiume fino a Tilbury.
Gli sviluppi successivi hanno incluso la nascita delle nuove città di Basildon e Harlow, lo sviluppo del Porto Internazionale di Harwich e l'industria petrolifera.

## Etimologia
Il nome prende origine dal periodo anglosassone medievale, in antico inglese si chiamava Ēastseaxe ovvero Sassonia dell'est.

## Storia
L'Essex si è evoluto dal Regno degli Sassoni Orientali, un'entità politica che probabilmente affonda le sue radici nel territorio della tribù dei Trinovanti dell'età del Ferro.

### Età del Ferro
Durante l'età del Ferro, l'Essex e parti del sud del Suffolk erano controllati dalla tribù locale dei Trinovanti. La produzione delle proprie monete li distingue come una delle tribù più avanzate dell'isola; questo vantaggio (condiviso con altre tribù del sud-est) è probabilmente dovuto all'elemento belga presente nella loro élite. La loro capitale era l'oppidum (un tipo di insediamento) di Colchester, la città più antica di cui si abbia attestazione in Gran Bretagna, dotata di una propria zecca. La tribù era impegnata in un conflitto prolungato con i vicini occidentali, i Catuvellauni, e gradualmente perse terreno. Entro l'anno 10 d.C. erano caduti sotto il completo controllo dei Catuvellauni, che scelsero Colchester come loro capitale.

### Romani
L'invasione romana del 43 d.C. iniziò con uno sbarco sulla costa sud, probabilmente nell'area di Richborough, nel Kent. Dopo alcuni successi iniziali contro i Britanni, l'esercito si fermò in attesa di rinforzi e dell'arrivo dell'imperatore Claudio. L'esercito combinato proseguì poi verso la capitale dei Catevellauni-Trinovanti a Colchester, e la conquistò.
Claudio tenne una rassegna delle sue truppe ai Lexden Heath, dove l'esercito lo proclamò formalmente Imperator. La forza invasiva che si era radunata davanti a lui includeva quattro legioni, ausiliari a cavallo e un corpo di elefanti – una forza di circa 30.000 uomini. A Colchester, i re di 11 tribù britanniche si arresero a Claudio.
Colchester divenne una colonia romana, con il nome ufficiale di Colonia Claudia Victricensis ("la città della vittoria di Claudio"). Inizialmente fu la città più importante della Britannia romana, e in essa fu eretto un tempio al Dio-Imperatore Claudio, il più grande edificio di questo genere nella Britannia romana.
Si ritiene che l'istituzione della colonia abbia comportato un'ampia appropriazione di terreni dalla popolazione locale; questo ed altri motivi di malcontento portarono i Trinovanti ad unirsi ai loro vicini settentrionali, gli Iceni, nella rivolta di Boudicca. I ribelli entrarono in città e, dopo l'ultima resistenza romana al tempio di Claudio, lo distrussero metodicamente, massacrando molte migliaia di persone. Una consistente forza romana, che tentava di soccorrere Colchester, fu annientata in una battaglia campale, nota come il Massacro della Nona Legione.
I ribelli poi procedettero a saccheggiare Londra e St Albans, con Tacito che stimava che tra 70.000 e 80.000 persone furono uccise nella distruzione delle tre città. Boudicca fu sconfitta in battaglia, in qualche luogo nei Midlands occidentali, e i Romani probabilmente devastarono le terre delle tribù ribelli, per cui l'Essex dovette aver subito gravi danni.
Nonostante ciò, l'identità dei Trinovanti è perdurata. Le province romane erano divise in civitas per scopi di amministrazione locale, e Tolomeo suggerisce fortemente l'esistenza di una civitas per i Trinovantes.
Si ritiene che il cristianesimo fiorisse tra i Trinovanti nel IV secolo; a testimonianza di ciò vi sono i resti di una probabile chiesa a Colchester, risalente a poco dopo il 320, subito dopo che Costantino il Grande concesse la libertà di culto ai cristiani nel 313.
Altre evidenze archeologiche includono un simbolo chi-rho inciso su una tegola in un sito a Wickford e un anello d'oro inciso con un monogramma chi-rho trovato a Brentwood.
La tarda epoca romana, e il periodo subito successivo, furono l'ambientazione delle leggende di King Cole basate a Colchester. Una versione della leggenda riguarda Flavia Giulia Elena, la madre di Costantino il Grande. La leggenda la identifica come figlia di Coel, duca dei Britanni (King Cole), e in essa partorisce Costantino a Colchester. Queste, e le leggende ad esse correlate, si discostano dai dettagli biografici così come sono ora conosciuti, ma è probabile che Costantino, insieme a suo padre Constantius, abbia trascorso del tempo a Colchester durante i suoi anni in Britannia. La presenza di Santa Elena nel paese è meno certa.

### Periodo anglosassone
Il nome Essex ha origine nel periodo anglosassone dell'Alto Medioevo e deriva dal termine anglosassone (Old English) Ēastseaxe ("Sassoni d'Est"), che indicava il regno orientale dei Sassoni giunti dal continente e insediatisi in Gran Bretagna. Gli scavi a Mucking hanno dimostrato la presenza di coloni anglosassoni all'inizio del V secolo, anche se non è noto come questi insediati siano divenuti dominanti nel territorio dei Trinovanti. Studi suggeriscono un modello di convivenza generalmente pacifica, con il mantenimento della struttura del paesaggio romano-britannico, e indicano che i coloni sassoni sarebbero stati in minoranza.
Il primo re conosciuto degli Sassoni orientali fu Sledda nel 587, anche se fonti meno affidabili raccontano che fu Aescwine (in altre versioni chiamato Erkenwine) a fondare il regno nel 527. I primi re degli Sassoni orientali erano pagani e, in modo unico tra i regni anglosassoni, facevano risalire la loro stirpe a Seaxnēat, dio degli Sassoni, invece che a Woden. I re dell'Essex sono notevoli per il loro "S-nomenclatura": quasi tutti iniziano con la lettera S.
Il Regno degli Sassoni orientali comprendeva non solo l'attuale contea dell'Essex, ma anche il Middlesex (compresa la City di Londra), gran parte dell'Hertfordshire e, a volte, persino il sotto-regno del Surrey. Le parti relative al Middlesex e all'Hertfordshire erano note come la Provincia dei Sassoni Centrali già all'inizio dell'VIII secolo, anche se non è noto se la provincia fosse in origine un'unità indipendente poi soggetta al controllo degli Sassoni orientali. Le prove tratte dagli atti documentari indicano che i re dell'Essex esercitavano un controllo maggiore nell'area centrale, a est dei fiumi Lea e Stort, che in seguito divenne la contea dell'Essex. In quest'area centrale concedevano gli atti liberamente, mentre più a ovest lo facevano facendo riferimento ai loro sovrani merciani.
I primi re erano pagani, così come gran parte – e forse l'intera popolazione – a quel tempo. Il figlio di Sledd, Sebert, si convertì al cristianesimo intorno al 604 e fu fondata la Cattedrale di San Paolo a Londra. Alla morte di Sebert nel 616, i suoi figli rinunciarono al cristianesimo e scacciarono via Mellitus, il Vescovo di Londra. Il regno riconvertì dopo che San Cedd, un monaco di Lindisfarne – ora patrono dell'Essex – convertì Sigeberht II il Buono intorno al 653.
Nel 824 d.C., Ecgberht, re dei Wessex e nonno di Alfredo il Grande, sconfisse i Merciani nella battaglia di Ellandun nel Wiltshire, cambiando radicalmente l'equilibrio del potere nel sud dell'Inghilterra. I piccoli regni dell'Essex, del Sussex e del Kent, precedentemente indipendenti pur essendo soggetti alla signoria merciana, furono successivamente completamente assorbiti dai Wessex.
Il periodo anglosassone successivo registra tre grandi battaglie combattute contro i Norreni in Essex: la battaglia di Benfleet nel 894, la battaglia di Maldon nel 991 e la battaglia di Assandun (probabilmente combattuta ad Ashingdon o ad Ashdon) nel 1016. La contea dell'Essex fu formata dall'area centrale, a est del fiume Lea, dell'ex Regno degli Sassoni Orientali nel IX o X secolo e fu suddivisa in raggruppamenti chiamati Hundreds. Prima della conquista normanna, gli Sassoni orientali furono inglobati nel Regno d'Inghilterra.

## Geografia
La contea cerimoniale dell'Essex è delimitata da Kent, situato a sud dell'estuario del Tamigi; dalla Greater London a sud-ovest; da Hertfordshire, approssimativamente a ovest del fiume Lea e dello Stort; da Cambridgeshire a nord-ovest; e da Suffolk, in maniera approssimativa a nord del fiume Stour; mentre a est si affaccia sul Mare del Nord. Il punto più elevato della contea dell'Essex è il Chrishall Common, nei pressi del villaggio di Langley, vicino al confine con Hertfordshire, che raggiunge i 482 piedi (147 m).

### Confini
In Inghilterra, il termine "county" viene attualmente applicato sia alle contee cerimoniali (o aree di luogotenenza) sia alle contee amministrative (o non metropolitane). Può inoltre riferirsi alle ex contee storiche e alle ex contee postali. Pertanto, Essex presenta confini differenti a seconda del tipo di contea a cui ci si riferisce.

### Contea storica
L'estensione più ampia dell'Essex era rappresentata dalla contea storica (o antica), che includeva il Metropolitan Essex, ovvero le aree che oggi fanno parte della conurbazione londinese, come Romford e West Ham. Questo confine dell'Essex fu stabilito alla fine del periodo anglosassone, in un momento successivo alla perdita di indipendenza del vasto ex Regno degli East Saxons.
Comprendeva l'intera contea cerimoniale, oltre alle tre parrocchie nord-occidentali trasferite al Cambridgeshire nel 1889, altre aree minori (come i Bartlow Hills, trasferiti ai vicini nello stesso periodo), e i cinque borough di Londra amministrati come parte dell'Essex fino al 1965.

### Contea amministrativa
La contea amministrativa e il Consiglio di contea furono istituiti nel 1889. Nel 1974, la contea fu classificata come contea non metropolitana (una nuova forma di contea amministrativa), il che comportò una ridefinizione del ruolo della contea amministrativa, nell'ambito della riorganizzazione del governo locale degli anni '70. I confini attuali furono stabiliti nel 1998, quando Thurrock e Southend-on-Sea furono separate dalla contea non metropolitana per diventare autorità unitarie.

### Contea cerimoniale
Nel 1997, la Legge sulle Luogotenienze ha definito l'Essex a fini cerimoniali come l'attuale contea non metropolitana e le autorità unitarie che in precedenza ne facevano parte.

### Contea postale
Fino al 1996, la Royal Mail suddivideva anche la Gran Bretagna in contee postali, utilizzate per gli indirizzi. Sebbene avesse adottato molte modifiche dei confini degli enti locali, la Royal Mail non accolse la riforma dei confini di Londra del 1965 a causa dei costi. Di conseguenza, parti del Greater London post-1965 continuarono ad avere un indirizzo in Essex. La contea postale dell'Hertfordshire si estendeva profondamente nell'Essex occidentale, con Stansted isolata come un'exclave dell'Essex postale. Nel 1996, le contee postali furono abolite e sostituite interamente dai codici postali, anche se i clienti possono ancora utilizzare una contea, che verrà ignorata nel processo di smistamento.
Sewardstone, nel sud-ovest della contea cerimoniale, si trovava al di fuori dell'ex contea postale dell'Essex, essendo coperta dalla città postale di Londra (E4).

### Costa
I profondi estuari sulla costa orientale conferiscono all'Essex, secondo alcune misurazioni, la costa più lunga di qualsiasi altra contea. Questi estuari determinano che la costa sul Mare del Nord della contea sia caratterizzata da tre importanti peninsule, ognuna delle quali prende il nome dall'Hundred corrispondente alla peninsola:
- Tendring: tra il fiume Stour e il Colne.
- Dengie: tra il Blackwater e il Crouch.
- Rochford: tra il Crouch e il Tamigi.

Una conseguenza di queste caratteristiche è che gli ampi estuari che le definiscono hanno ostacolato la realizzazione di infrastrutture di trasporto in grado di collegarle alle aree limitrofe, situate dall'altra parte degli estuari fluviali, a nord e a sud.

## Suddivisioni
|  | 1. Uttlesford 2. Braintree 3. Colchester 4. Tendring 5. Harlow 6. Epping Forest 7. Chelmsford 8. Maldon 9. Brentwood 10. Basildon 11. Rochford 12. Castle Point 13. Southend-on-Sea (autorità unitaria) 14. Thurrock (autorità unitaria) |

## Governance

### Nazionale
L'Essex è entrato a far parte della regione dell'Ufficio Governativo dell'Est dell'Inghilterra nel 1994 ed è stato statisticamente conteggiato come parte di quella regione dal 1999, dopo essere stato precedentemente parte della regione del Sud-Est dell'Inghilterra.
L'Essex è rappresentato da diciotto seggi alla Camera dei Comuni, ciascuno eleggendo un membro del Parlamento (MP). A partire dalle elezioni generali del 2024, la contea è rappresentata da dieci deputati del Partito Conservatore, cinque del Partito Laburista, due di Reform UK e uno dei Liberal Democratici.
I Conservatori hanno storicamente dominato nella contea. Nel 2017, il partito ha vinto tutti i diciotto seggi dell'Essex, ripetendo il successo nel 2019, ottenendo oltre il 50% dei voti in ogni circoscrizione dell'Essex e quasi il 65% dei voti totali della contea. In queste elezioni, Castle Point ha registrato la più alta percentuale di voti conservatori di qualsiasi circoscrizione nel Regno Unito, con il 76,7%, mentre il seggio più marginale della contea è stato Colchester, che i Conservatori hanno comunque mantenuto con una maggioranza di oltre 9.400 voti.
L'Essex ha precedentemente eletto un piccolo numero di deputati laburisti, con il partito che ha vinto a Thurrock in tutte le elezioni generali tranne una tra il 1945 e il 2005, e ha anche mantenuto Harlow e Basildon dal 1997 fino al 2010. I Liberal Democratici hanno detenuto il seggio di Colchester dal 1997 fino alle elezioni del 2015.
Le elezioni del 2015 hanno visto un grande consenso per il Partito per l'Indipendenza del Regno Unito (UKIP) nell'Essex; la contea è stata il luogo dell'unica vittoria dell'UKIP nelle elezioni, con Douglas Carswell che ha mantenuto il seggio di Clacton che aveva vinto in un'elezione suppletiva del 2014. Il partito ha anche guadagnato supporto in altre circoscrizioni dell'Essex, ottenendo oltre il 30% dei voti a Thurrock e Castle Point. La percentuale di voti dell'UKIP è diminuita nel 2017 e il partito ha perso il suo unico seggio.
I Conservatori hanno subito un calo significativo di consensi nell'Essex durante le elezioni generali del 2024, ottenendo meno della metà dei voti rispetto al 2019. Reform UK, guidato dall'ex leader dell'UKIP Nigel Farage, ha ricevuto oltre il 20% dei voti nella contea. Due dei cinque deputati del partito eletti nel 2024 rappresentano circoscrizioni dell'Essex, tra cui Clacton, vinta da Farage. Il Partito Laburista ha riconquistato Thurrock e Harlow, ottenuto Colchester e vinto seggi a Southend-on-Sea per la prima volta nella sua storia. Anche i Liberal Democratici hanno vinto a Chelmsford per la prima volta.
Nel referendum sulla permanenza del Regno Unito nell'Unione europea del 2016, il 62,3% degli elettori dell'Essex ha votato per lasciare l'UE, con tutte le 14 aree del Consiglio distrettuale che hanno votato per uscire, con il margine più piccolo registrato a Uttlesford.

### A livello di contea
L'Essex Police e l'Essex County Fire and Rescue Service coprono la contea cerimoniale. Il consiglio della contea governa la contea non metropolitana dell'Essex in Inghilterra. È composto da 75 consiglieri, eletti da 70 divisioni, alcune delle quali eleggono più di un membro, mentre prima del 1965 il numero dei consiglieri superava i 100. Attualmente, il consiglio è sotto il controllo della maggioranza conservatrice, con il partito che detiene 52 dei 75 seggi. Il consiglio si riunisce al County Hall, nel centro di Chelmsford.
Al momento del censimento del 2011, la contea serviva una popolazione di 1.393.600 abitanti, rendendola una delle più grandi autorità locali in Inghilterra. In quanto consiglio di contea non metropolitana, le competenze sono condivise tra i distretti (inclusi i borough) e, in molte aree, anche tra i consigli delle parrocchie civili (inclusi i comuni). La registrazione delle nascite, dei matrimoni/unioni civili e dei decessi, la gestione delle strade, delle biblioteche e degli archivi, lo smaltimento dei rifiuti, la maggior parte dell'istruzione statale, dei servizi sociali e dei trasporti vengono forniti a livello di contea.
Il consiglio della contea fu formato nel 1889, governando la contea amministrativa dell'Essex. Nel 1974 il consiglio fu ricostituito come un consiglio della contea non metropolitana, recuperando la giurisdizione su Southend-on-Sea; tuttavia, nel 1998 la contea non metropolitana fu ridotta nelle dimensioni e il consiglio trasferì le responsabilità ai consigli comunali di Southend-on-Sea Borough e di Thurrock in quei distretti. Per alcuni servizi, le tre autorità collaborano tramite accordi congiunti, come ad esempio l'autorità antincendio dell'Essex.

## Economia
Una larga porzione della popolazione, soprattutto nel sud, lavora al di fuori della contea, pendolando quotidianamente a Londra e altrove sia in treno che su strada. Questi lavori con sede a Londra sono spesso ben retribuiti e integrano il contributo offerto dai datori di lavoro radicati nell'Essex.
L'industria è in gran parte concentrata nella parte meridionale della contea, mentre la maggior parte del territorio altrove è destinata all'agricoltura. Harlow è un centro per aziende di elettronica, scienza e farmaceutiche. Chelmsford è stata una località importante fin dai primi passi dell'industria elettronica, ospitando aziende come la Marconi Company; essa è anche sede di numerose organizzazioni assicurative e di servizi finanziari e, fino al 2015, accoglieva la sede del produttore di bevande analcoliche Britvic. Basildon ospita la sede europea di New Holland Agriculture oltre alla sede britannica della Ford Motor Company. Debden, a Loughton, è sede di un impianto di produzione di banconote sia britanniche che estere.
Altre attività commerciali nella contea sono dominate dall'ingegneria meccanica, che include, ma non si limita alla lavorazione dei metalli, alla produzione del vetro e delle materie plastiche, oltre al settore dei servizi. Colchester è una città da guarnigione e l'economia locale beneficia della presenza del personale militare. Basildon ospita la sede britannica di State Street Corporation International Financial Data Services e rimane fortemente dipendente da Londra per l'occupazione, grazie alla sua vicinanza e alle rotte di trasporto dirette. Southend-on-Sea è sede del parco a tema Adventure Island ed è una delle poche località balneari britanniche ancora in crescita, beneficiando di collegamenti ferroviari moderni e diretti dalle stazioni di Fenchurch Street e Liverpool Street (con conseguente alta domanda abitativa, in particolare per i pendolari dei servizi finanziari), il che sostiene l'economia commerciale e generale della città.
Alcune parti dell'Essex orientale soffrono di elevati livelli di deprivazione; uno dei quartieri più colpiti si trova nella località costiera di Clacton. Negli Indici di Deprivazione del 2007, Jaywick è stata identificata come la Lower Super Output Area più depauperata dell'Inghilterra meridionale. La disoccupazione è stata stimata al 44% e molte abitazioni risultavano prive di servizi molto basilari. L'area Brooklands e Grasslands di Jaywick è risultata essere la terza zona più deprivata in Inghilterra; solo due aree a Liverpool e Manchester sono state valutate come più povere. Al contrario, la parte centrale, occidente e sud-occidentale dell'Essex è una delle zone più benestanti dell'Inghilterra orientale, formando parte della fascia di pendolarismo per Londra. Qui si trova una vasta classe media ed il territorio è noto per le sue scuole private. Nel 2008, il Daily Telegraph ha classificato Ingatestone e Brentwood come la 14ª e la 19ª città più ricca del Regno Unito, rispettivamente.

## Cultura e comunità

### Simboli
Sia la bandiera dell'Essex sia lo stemma della contea presentano tre coltelli saxoni (sebbene appaiano più simili a scimitarre), prevalentemente bianchi e rivolti verso destra (dal punto di vista dell'osservatore), disposti verticalmente uno sopra l'altro su uno sfondo rosso. Il dispositivo dei tre seax è inoltre usato come logo ufficiale del Essex County Council; tale riconoscimento fu concesso nel 1932.
L'emblema fu attribuito all'Essex anglosassone nell'istoriografia dei primi tempi moderni. La prima testimonianza delle armi dei re degli East Saxon fu fornita da Richard Verstegan, autore di A Restitution of Decayed Intelligence (Anversa, 1605), il quale affermò che "Erkenwyne, re degli Sassoni dell'Est, portava per le sue armi tre [seaxes] d'argento, su un campo rosso." Non esistono prove antecedenti a convalidare l'affermazione di Verstegan, la quale risulta anacronistica per il periodo anglosassone, considerando che l'araldica si sviluppò solo nel XII secolo, ben dopo la Conquista Normanna.
John Speed, nella sua Historie of Great Britaine (1611), riprende la descrizione delle armi di Erkenwyne fornita da Verstegan, ma qualifica l'affermazione aggiungendo "come alcuni dei nostri araldici hanno raffigurato".
Il cowslip (Primula veris) è la pianta simbolo della contea dell'Essex.

### Santo Patrono
Il casato reale degli Sassoni dell'Est si era convertito al cristianesimo intorno al 604 d.C., ma successivamente aveva apostatizzato. A metà del VII secolo, un nuovo re cristiano, Sigeberht il Buono, chiese l'aiuto dei monaci di Lindisfarne per promuovere il cristianesimo tra il suo popolo.
San Cedd, un monaco nordumbriano formato in Irlanda, salpò verso sud e fondò una cappella, dedicata a San Pietro, sul sito dell'antico forte romano di Othona (l'attuale Bradwell-on-Sea), una cappella che sussiste ancora. Cedd, noto per aver sfidato l'autorità politica, ricoprì il ruolo vacante di Vescovo di Londra – il Vescovo degli Sassoni dell'Est. La festa di San Cedd, nota anche come Essex Day, si celebra il 26 ottobre.

### Parlato
La contea ha il suo dialetto Essex, sebbene questo abbia perso terreno a favore di altre forme, tanto che ora viene parlato principalmente in alcune zone del nord e tra i residenti più anziani. È stato parzialmente sostituito dalla Received Pronunciation (RP) e dal Cockney, una forma che originariamente era fortemente influenzata dal dialetto Essex.
La diffusione del Cockney, in particolare nella parte meridionale, è il risultato della migrazione su larga scala di londinesi orientali verso l'Essex, la cosiddetta Diaspora Cockney, soprattutto dopo la Seconda Guerra Mondiale. Una fusione tra RP e Cockney è ampiamente diffusa ed è conosciuta come Estuary English.

### Tradizioni
L'Essex ospita anche i Dunmow Flitch Trials, una cerimonia tradizionale che si svolge ogni quattro anni e consiste in una prova della devozione reciproca di una coppia sposata. Un'affermazione comune sull'origine del Dunmow Flitch fa risalire questo usanza al 1104 e al priorato agostiniano di Little Dunmow, fondato da Lady Juga Baynard. Il Signore del Maniero, Reginald Fitzwalter, e sua moglie si vestirono da umili popolani e implorarono la benedizione del Priore un anno e un giorno dopo il matrimonio. Il Priore, colpito dalla loro devozione, donò loro un pezzo di pancetta. Dopo aver rivelato la sua vera identità, Fitzwalter concesse le sue terre al priorato a condizione che un pezzo di pancetta venisse assegnato a qualsiasi coppia che potesse dimostrare di essere altrettanto devota.
Entro il XIV secolo, i Dunmow Flitch Trials sembrano aver acquisito una notevole reputazione al di fuori dell'area locale. L'autore William Langland, che viveva ai confini del Galles, li menziona nel suo libro del 1362 The Vision of Piers Plowman in un modo che implica una conoscenza generale della tradizione tra i suoi lettori.

### Televisione
La contea è servita da BBC East e ITV Anglia, ma le parti meridionali dell'Essex sono servite anche da BBC London e ITV London.

### Radio
Le stazioni radio locali sono BBC Essex, Heart East, Greatest Hits Radio East (ex Dream 100 FM), Radio Essex (che copre l'Essex centrale e meridionale), Actual Radio (che copre Colchester e il nord-est dell'Essex) e Phoenix FM (che copre Brentwood e Billericay).

## Sport

### Cricket
L'Essex County Cricket Club divenne di prima classe nel 1894. La contea ha vinto otto titoli del County Championship; sei di questi sono stati conquistati durante il periodo dominante tra il 1979 e il 1992, con un intervallo di 25 anni prima dei titoli successivi, ottenuti nel 2017 e nel 2019.

### Calcio
La contea cerimoniale ospita tre squadre professionistiche: Colchester United, Southend United e Braintree Town. Tre ulteriori club (West Ham United, Leyton Orient e Dagenham & Redbridge) hanno i loro stadi situati all'interno dei confini storici dell'Essex. L'Essex possiede anche numerosi altri club che militano al di sotto del quinto livello del calcio inglese. Chelmsford City gioca nel National League South. Il trofeo domestico più prestigioso per le squadre non di lega, la FA Trophy, è stato vinto in tre occasioni da squadre dell'Essex: Colchester United (1992), Canvey Island (2001) e Grays Athletic nel 2006. La FA Vase è stata vinta tre volte da Billericay Town negli anni 1976, 1977 e 1979, e da Stansted nel 1984.

### Gare
Le squadre di speedway presenti nella contea erano i Lakeside Hammers (ex Arena Essex Hammers), i Rayleigh Rockets e i Romford Bombers.
Durante le Olimpiadi di Londra del 2012, Hadleigh Farm ha ospitato le gare di mountain bike.
L'Essex dispone di una sede per le corse ippiche, il Chelmsford City Racecourse a Great Leighs. Fino al 1935, le corse ippiche si svolgevano anche al Chelmsford Racecourse di Galleywood. La contea ospita inoltre un attuale tracciato per le corse dei levrieri, l'Harlow Stadium, mentre il Rayleigh Weir Stadium e il Southend Stadium sono sedi di corse dei levrieri ormai chiuse.

### Altri sport
La contea è anche sede delle squadre di hockey su ghiaccio Romford Raiders e Chelmsford Chieftains, nonché delle squadre amatoriali di rugby league Eastern Rhinos e Brentwood Eels (noti anche come Essex Eels). La squadra di basket della contea è l'Essex Leopards, mentre altre squadre ormai inattive includono l'Essex Pirates nel basket.

## Istruzione
L'istruzione nell'Essex è sostanzialmente garantita da tre autorità: l'Essex County Council e le due autorità unitarie, Southend-on-Sea e Thurrock. In totale, queste autorità forniscono circa 90 scuole secondarie statali, la maggior parte delle quali sono istituti scolastici comprensivi, anche se una a Uttlesford, due a Chelmsford, due a Colchester e quattro a Southend-on-Sea sono scuole selettive (grammar schools). Esistono inoltre varie scuole indipendenti, in particolare, come già menzionato, nelle aree rurali e nell'ovest della contea.
L'Università dell'Essex, istituita nel 1963, si trova appena fuori Colchester, con ulteriori due campus a Loughton e a Southend-on-Sea.
L'Anglia Ruskin University ha un campus a Chelmsford. La Lord Ashcroft International Business School, la Facoltà di Scienze Mediche, la Facoltà di Scienze e Tecnologia, la Anglia Law School, la Facoltà di Salute, Assistenza Sociale ed Educazione e la Scuola di Medicina sono situate nell'area del campus.
Il Writtle University College, situato a Writtle, nei pressi di Chelmsford, offre sia istruzione superiore che formazione ulteriore in discipline relative alla gestione del territorio.

## Punti di riferimento e luoghi di interesse
Oltre 14.000 edifici nella contea sono dichiarati di interesse storico, e circa 1.000 di essi sono classificati di importanza di Grado I o II. Tra questi edifici figurano la chiesa sassone di San Pietro-sulla-Mura del VII secolo e il club house del Royal Corinthian Yacht Club, che rappresentò il contributo del Regno Unito all'"International Exhibition of Modern Architecture" tenutasi al Museum of Modern Art di New York nel 1932. Il Southend Pier è riconosciuto nel Guinness dei Primati come il lungomolo ricreativo più lungo del mondo.
- Abberton Reservoir
- Anglia Ruskin University
- Ashdon (Il sito degli antichi Bartlow Hills ed è anche considerato come uno dei possibili luoghi in cui si svolse la Battaglia di Ashingdon)
- Ashingdon (Luogo della Battle of Ashingdon in 1016), vicino a Southend, con la sua isolata Chiesa di St Andrews e il sito del primo aerodromo in Inghilterra a South Fambridge.
- Audley End House, Saffron Walden
- Brentwood Cathedral
- Clacton-on-Sea
- Cattedrale di Chelmsford
- Castello di Colchester
- Zoo di Colchester
- Colne Valley Railway
- Cressing Temple
- East Anglian Railway Museum
- Epping Forest
- Epping Ongar Railway
- Finchingfield (casa dell'autrice Dodie Smith)
- Frinton-on-Sea
- Great Bentley
- Greensted Church
- Hadleigh Castle
- Harlow New Town
- Hedingham Castle, tra Stansted and Colchester, a nord di Braintree
- Ingatestone Hall, Ingatestone, tra Brentwood and Chelmsford
- Kelvedon Hatch Secret Nuclear Bunker
- Lakeside Shopping Centre
- Loughton, near Epping Forest
- Maldon historic market town, vicino a Chelmsford e al Mare del Nord, e luogo della Battaglia di Maldon.
- Mangapps Railway Museum (Burnham-on-Crouch)
- Marsh Farm Country Park (South Woodham Ferrers)
- L'isola di Mersea, meta per l'osservazione degli uccelli e le escursioni, con un unico insediamento, West Mersea
- Mistley Towers, Manningtree, tra Colchester e Ipswich, vicino ad Alton Water.
- Mountfitchet Castle, Stansted
- North Weald Airfield
- Northey Island
- Orsett Hall Hotel, Prince Charles Avenue, Orsett vicino a Chadwell St Mary
- Real Circumstance Theatre Company
- Royal Gunpowder Mills in Waltham Abbey
- St Peter-on-the-Wall
- Saffron Walden
- Southend Pier
- Thames Estuary
- Tilbury Fort
- Thaxted, south of Saffron Walden
- Tillingham, pittoresco villaggio menzionato in War of the Worlds
- Thurrock Thameside Nature Park
- University of Essex (Wivenhoe Park, Colchester e Loughton)
- Waltham Abbey Church

## Contee e regioni gemellate
- Jiangsu, Cina
- Piccardia, Francia
- Turingia, Germania
- Contea di Henrico (Virginia), Stati Uniti d'America
- Accra, Ghana